# Wolfango Dalla Vecchia
Wolfango Dalla Vecchia (* 5. Februar 1923 in Rom; † 7. Dezember 1994 in Padua) war ein italienischer Komponist, Organist und Pädagoge.

## Leben
Nach erster musikalischer Ausbildung in Padua zog er 1943 wieder nach Rom, wo er bei Goffredo Petrassi und Fernando Germani Komposition (Diplom 1948) und Orgel studierte. In dieser Zeit war er Organist an der Iglesia Nacional Argentina. Wiederum an der Universität Padua promovierte er 1945 in Philosophie („Saggio storico di filosofia della musica“). Nach dem Zweiten Weltkrieg machte sich Dalla Vecchia als Konzertorganist und als Komponist (Debüt 1955 am Teatro Nuovo Bergamo mit dem Ballett „Le stelle vere“) rasch einen Namen. Nach ersten Anstellungen als Orgeldozent lehrte er ab 1958 als Professor für Komposition zunächst in Bologna, ab 1960 in Venedig und von 1973 bis zum Ruhestand 1993 am Conservatorio di Padova; als aufgeklärter Pädagoge prägte er dort mehrere Komponistengenerationen. Zudem initiierte er die Seminari internazionali di studi e ricerche sul Linguaggio musicale (Vicenza, 1971–76), bei denen u. a. Stockhausen, Kagel, Berio, Ferneyhough und Nono mitwirkten, und die Kompositionskurse Teoria generale della Composizione (Conegliano, 1988–1994). In den 70er Jahren untersuchte er computerunterstützte Kompositionsmethoden und gründete das Centro di Sonologia Computazionale der Universität Padua. Intensive künstlerische Zusammenarbeit verband ihn mit dem Orchester „I Solisti Veneti“, für das mehrere Werke entstanden. 1985 wurde er vom italienischen Staatspräsidenten Sandro Pertini zum Commendatore ernannt, 1988 erwarb er den „San Vidal Preis“ in Venedig für Verdienste im Bereich der Spiritualität.

## Musikalisches Werk
Dalla Vecchia erkannte in Igor Strawinskys Positionen seine primäre ästhetische Referenz und definierte Kunst als perfetta libertà interiore („vollkommene innere Freiheit“). Er beschritt daher bewusst den Weg eines „kohärenten“ Eklektizismus, sich keiner bestimmten Kompositionstechnik verschreibend und stets jeglicher Einordnung entziehend. Vom Neoklassizismus der frühen Werke (Concertino all’italiana für Orchester) erstreckte sich sein kompositorischer Horizont bis zur erweiterten Tonalität, mathematischem Organisationsdenken, Aleatorik (Jeu d’éches für offene Besetzung) und Elektronik (Media vita für Orgel und Tonband) – Ausdruckswege, die sich für den paduanischen Komponisten nicht gegenseitig ausschlossen, sondern in ein und demselben Werk koexistieren konnten.
Auf semantischer Ebene lassen sich bei Dalla Vecchia Ironisches und Groteskes (Miaovariationen für Klavier) neben Spekulativem (Sette corali in onore die J. S. Bach für Orgel) und philosophischer Reflexion (Atrocissime tange für Tonband, Pantomime und Schlagzeug) konstatieren. Ein Großteil seines Schaffens ist bei Zanibon (Padova) verlegt.

## Werke (Auswahl)

### Orchester
- Prima Suite (1948–50)
- Seconda Suite (aus dem Ballett “Le stelle vere”) (1950–51) UA Bergamo-Teatro delle Novità 1955
- Concertino all’italiana (1957) UA Milano 1957
- Variati amorosi momenti (1978, nach Variati amorosi momenti für Gitarre, 1977)

### Orchester mit Solisten
- Ouverture für Kontrabass und Streichorchester (1962) UA München 1962
- Quattro momenti musicali für Flöte und Streichorchester (1965) UA Torino-RAI 1965
- Victoris laus für Bratsche und Streichorchester (1970) UA London 1970
- O Padua felix. Ouverture für Trompete, Streichorchester und zwei Hörner (1991) UA Padova 1991

### Vokalmusik mit Instrumenten
- Messa Bassa. Kantate für Bass, Oberchor und Orchester mit live electronic (1960–62)
- Le canzoni del quadrifoglio. “Liriche cinesi” für Sopran, Tenor, Bass, Harfe und Schlagzeug (1962) UA Piazzola sul Brenta 1962
- Canti d’inverno für Sopran (oder Tenor), Cembalo, elektr. Orgel, Klavier und Schlagzeug (6 Spieler) (1967) UA Vicenza – Istituto Canneti 1968
- Domina für Sopran, Klavier und Schlagzeug (1977) UA Asiago-Dom 1981
- Andreuccio da Perugia (dal “Decameron”). Oper in einem Akt und drei Bilder für Sopran, Mezzosopran, zwei Tenöre, zwei Bässe, gem. Chor, Kammerorchester, Pantomime und Sprecher (1984)
- Musiche per una professione di pace für Bariton, Sprechern, gem. Chor, Oberchor, Streichorchester, Schlagzeug und historische Instrumente (1986) UA Abano terme 1986

### Kammermusik
- Dulcissime tange für Schlagzeugensemble (2 bis 6 Spieler) (1974) UA Abano 1975
- Il carro di fuoco für Orgel, 2 Trompeten und 2 Posaunen (1975) UA Ancona 1975
- Jeu d’éches für zwei oder mehrere instrumente ad lib. (1975) UA Padova 1975
- Cassiopeia für vier Gitarren (1989) UA Piacenza 1995
- El músico estrambótico. Motete para tres clarinetes (1989) UA Padova 1989
- Media vita für Orgel und Tonband (1978) UA Ancona 1978
- Atrocissime tange für Tonband, Pantomime und Schlagzeug (1981) UA Como 1981
- Affettuosa memoria für Flöte und Oboe (1986) UA Padova 1986
- Musique pour Gazomètre für Kontrofagott und Bläser (1994) UA Vittorio Veneto 1994

### Soloinstrumente
- Preludio adagio e fuga für Klavier (1952) UA Aquila 1955
- Variazioni sopra un tema della “Perséphone” di Stravinskij für Klavier (1955) UA Stuttgart 1956
- Miaovariationen. “Grottesco” für Klavier (1961) UA Padova 1961
- Fantasia für Orgel (1952) UA Padova 1956
- Gaudeamuscorale für Orgel (1974) UA Freiburg i. B. 1974
- Adagiosissimo für Orgel (1982) UA Padova 1982
- Sette corali in onore di J. S. Bach für Orgel (1985) UA Padova 1986
- Anges – trois préludes pour harpe (1983) UA Vicenza 1990
- Variati amorosi momenti für Gitarre (1977) UA Padova 1986
- Gorgo. “assolo” für Schlagzeuginstrumente (1993) UA Padova 1994
- Piéce thématique pour violon (1985, 1988) UA Padova 1988

### Chorwerke
- La collina – madrigale für gem. Chor (1953)
- Missa Antoniana für mittlere Stimme und Orgel (1968)
- Si quaeris miracula für gem. Chor (1970) UA Padova 1987
- Anima di Cristo für gem. Chor (1981) UA Milano 1983
- Angele Dei für gem. Chor (1987) UA Conegliano 1991
- Missa ”Ubi charitas” für gem. Chor und Orgel (1989) UA Verona 1991
- Christus passus est pro nobis für gem. Chor (1992)

## Diskografie
- Affettuosa memoria. CD Edipan 3030 (1991)

- Omaggio a Volfango Dalla Vecchia (Anges, Musique pour Gazomètre, Domina u. a.). ARCL CD/38 (1995), “Auditorio classico S. Cecilia”.

- Wolfango Dalla Vecchia suona Wolfango Dalla Vecchia. (Fantasia, Adagiosissimo, Gaudeamuscorale, Sette corali in onore di J.S. Bach, Media vita) CD Rescd 0404 (2004)

- Wolfango Dalla Vecchia: Opera omnia per organo solo. CD Discantica 108 (2004), Org. Silvio Celeghin.